# آرثر شتاين
آرثر شتاين (بالإنجليزية: Arthur Stein)‏ هو عالم سياسة أمريكي، ولد في 19 نوفمبر 1950.